# Belle Gunness
Belle Gunness (née Brynhild Storset le 11 novembre 1859 à Selbu en Norvège et disparue en 1908) est considérée comme la première tueuse en série de l'histoire des États-Unis.
Elle fut suspectée par les autorités américaines d'avoir tué environ 40 personnes, dont ses deux maris, ses enfants biologiques et sa fille adoptive, et une trentaine d'ouvriers agricoles qui travaillèrent dans sa ferme. Gunness attira ses victimes grâce à une annonce matrimoniale. Là, du haut de son 1,83 m et de ses 90 kilos, cette propriétaire terrienne aisée dirigea sa ferme avec une main de fer. Les principales raisons qui poussèrent Gunness à commettre ses crimes furent l'argent et les arnaques à l'assurance vie.

## Biographie
Belle Gunness est née en Norvège en 1859 mais les sources sur le lieu précis de sa naissance sont nombreuses et divergentes.
Née dans une famille pauvre, elle est, très jeune, employée comme fille de ferme dans une exploitation voisine de la famille. Dans les années 1880, elle émigre aux États-Unis et pose ses valises à Chicago (Illinois). C'est là qu'en 1884 (ou 1883) elle épouse son premier mari, Mads Sorenson.
Le 30 juillet 1900, ce dernier meurt soudainement d'une hémorragie cérébrale. Belle touche alors 5 000 dollars de l'assurance vie de son défunt mari (l'équivalent d'environ 182 753 dollars de 2023). Cet argent lui permet d'acquérir l'année suivante une ferme d'une vingtaine d'hectares à La Porte (Indiana), à 80 km au sud-est de Chicago.

## Parcours criminel

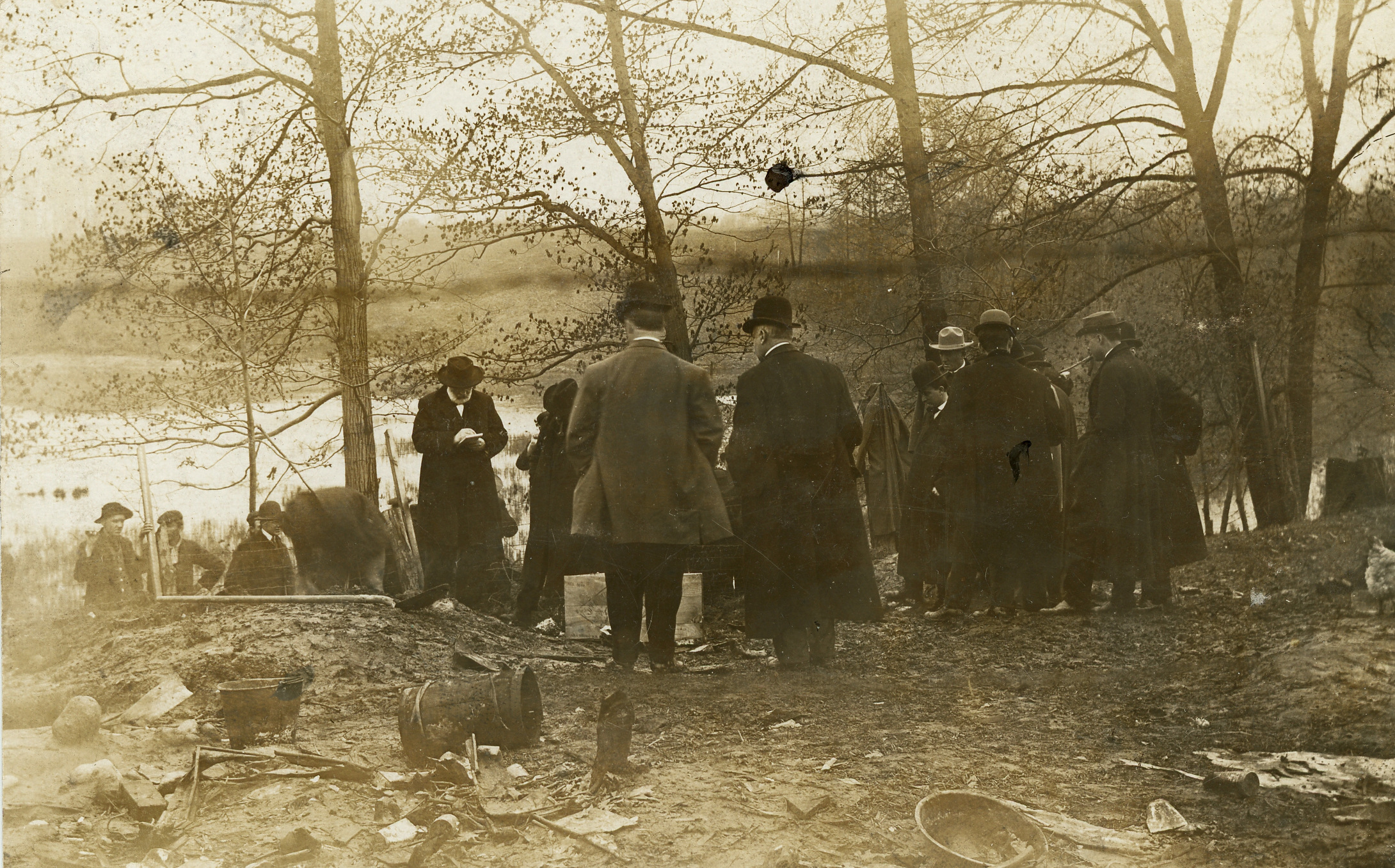
Enquêteurs investiguant sur la propriété de Belle Gunness à La Porte (Indiana). La photo montre un terrain où plusieurs corps furent trouvés.

Belle Gunness est suspectée d'avoir tué ses cinq enfants biologiques et sa fille adoptive, ses deux maris, ainsi qu'une trentaine d'ouvriers agricoles qui travaillèrent dans sa ferme. Elle passa également une petite annonce dans un journal pour se trouver un nouveau mari ; elle rencontra plusieurs de ses prétendants (environ une dizaine) venus avec toutes leurs économies mais ils ne furent jamais revus par la suite.
Le 28 avril 1908, un incendie ravage sa maison de La Porte. Les corps de ses enfants et d'une femme décapitée sont découverts dans les décombres, laissant penser à la mort de Belle Gunness. Toutefois, des doutes apparaissent rapidement lorsque plusieurs voisins et amis affirment que le corps de la femme découvert ne correspond pas à la morphologie de la fermière (1,83 m et 90 kilos). Ces déclarations ont été accréditées par des mesures prises sur le cadavre, comparées à ces différents témoignages. L'autopsie a par ailleurs démontré que cette femme était morte d'un empoisonnement à la strychnine. Les autorités concluent donc dans un premier temps que le corps découvert dans la ferme n'est pas celui de Belle Gunness. Mais peu après, une prothèse dentaire identifiée comme appartenant à Belle Gunness est retrouvée dans les cendres de la maison, conduisant le shérif à déclarer officiellement Belle Gunness décédée dans l'incendie. Toutefois, de nombreuses interrogations existent encore sur le sort réel de Belle Gunness.
Un mois après l'incendie, des fouilles réclamées par un homme inquiet de la disparition de son frère aboutissent à la découverte d'une quarantaine de cadavres dans les terrains environnants (dont des morceaux décomposés de 18 hommes démembrés). Selon les autorités, Belle Gunness aurait fait au moins quarante-neuf victimes entre 1896 et 1908, empoisonnées à la strychnine, une substance très toxique, ou tuées à coups de marteau ou de hachoir. Selon les services de police de Chicago, de la ville de La Porte et du shérif du comté de LaPorte, elle se serait volatilisée dans la nature, sans être inquiétée pour tous ses crimes.

## Postérité
L'histoire de Belle Gunness a inspiré le scénario du film Method, avec Elizabeth Hurley.
La romancière norvégienne Victoria Kielland lui a consacré un livre paru en 2021, Mes hommes.
Son personnage apparaît furtivement dans le film Le Territoire des Ombres : Le Secret des Valdemar en 2010